# Ernst Sagebiel
Ernst Sagebiel, né le 2 octobre 1892 à Brunswick (Duché de Brunswick) et mort le 5 mars 1970 en Bavière (RFA), est un architecte allemand, spécialisé dans les réalisations pour l'aéronautique militaire comme civile, et surtout connu pour son activité sous le Troisième Reich.

## Biographie
Ernst Sagebiel est né dans une famille d'artistes. Son père Wilhelm Sagebiel (1855-1940) est un sculpteur honoré par le prince Albert de Prusse, régent du duché de Brunswick, du titre de sculpteur officiel de sa cour. Son frère aîné Karl deviendra aussi sculpteur, son frère cadet Georg architecte.
En 1912 il entame des études d'architecture à la célèbre École technique supérieure (devenue Université technique Carolo-Wilhelmina de Brunswick) de sa ville natale, études interrompues par la Première Guerre mondiale où il est mobilisé, puis par sa captivité comme prisonnier de guerre. Il les reprend en 1920, les achève deux ans plus tard.
En 1933, après l'accession au pouvoir de Hitler, il sollicite une adhésion au NSDAP, s'inscrit en juillet à la SA, et entre en fin d'année dans l'organisation chargée de reconstituer une force aérienne allemande. Dès 1934 il est employé dans la conception de casernes pour la Luftwaffe et installations aéronautiques et met en chantier à Berlin le vaste complexe du Reichsluftfahrtministerium (ministère de l'Air du Reich), édifié en 1935-1936 (le bâtiment, rebaptisé en 1992 Detlev-Rohwedder-Haus, est depuis 1999 le siège du ministère fédéral allemand des Finances).
Il réalise les années suivantes les aéroports civils de Stuttgart, Dresde, Munich. Avec le développement du trafic aérien, ceux-ci ont été démolis, remaniés, ou noyés dans des extensions ultérieures. En revanche, son chef-d'œuvre, l'aéroport de Berlin-Tempelhof, quoique désaffecté en 2008, a été largement préservé.
Parallèlement, Ernst Sagebiel dessine toute une série de bâtiments pour la Luftwaffe : aérodromes militaires, centres de commandement, écoles et bases d'entraînement etc.
À la fin de la guerre il se réfugie en Bavière, où il est emprisonné par l'armée américaine. Dans le cadre du processus de dénazification, il est condamné en 1948 à une lourde amende.
Il reprend ensuite une activité d'architecte indépendant mais est surtout affecté à des travaux de remise en état de bâtiment bombardés. Le seul projet complet qu'il réalise alors est le siège de la banque Merck Finck & Co. à Munich.
Âgé de 72 ans il se retire en 1964 à Starnberg, où il décède en 1970.

## Le «modernisme Luftwaffe»
Sagebiel représente le volet rationaliste de l'architecture du Troisième Reich, en opposition au néo-classicisme monumental de Paul Troost ou Albert Speer. Les réalisations qu'il a signées se distinguent par un parti-pris de stricte orthogonalité, adapté à l'utilisation du béton armé. L'accent mis sur les lignes horizontales (toits-terrasses ou à défaut à faible pente), ainsi qu'il convient pour des installations aéronautiques, contraste avec l'élan vertical des ouvertures. Ce style spécifique a reçu en Allemagne l'appellation de « modernisme Luftwaffe » (Luftwaffemoderne).

## Projets et plans

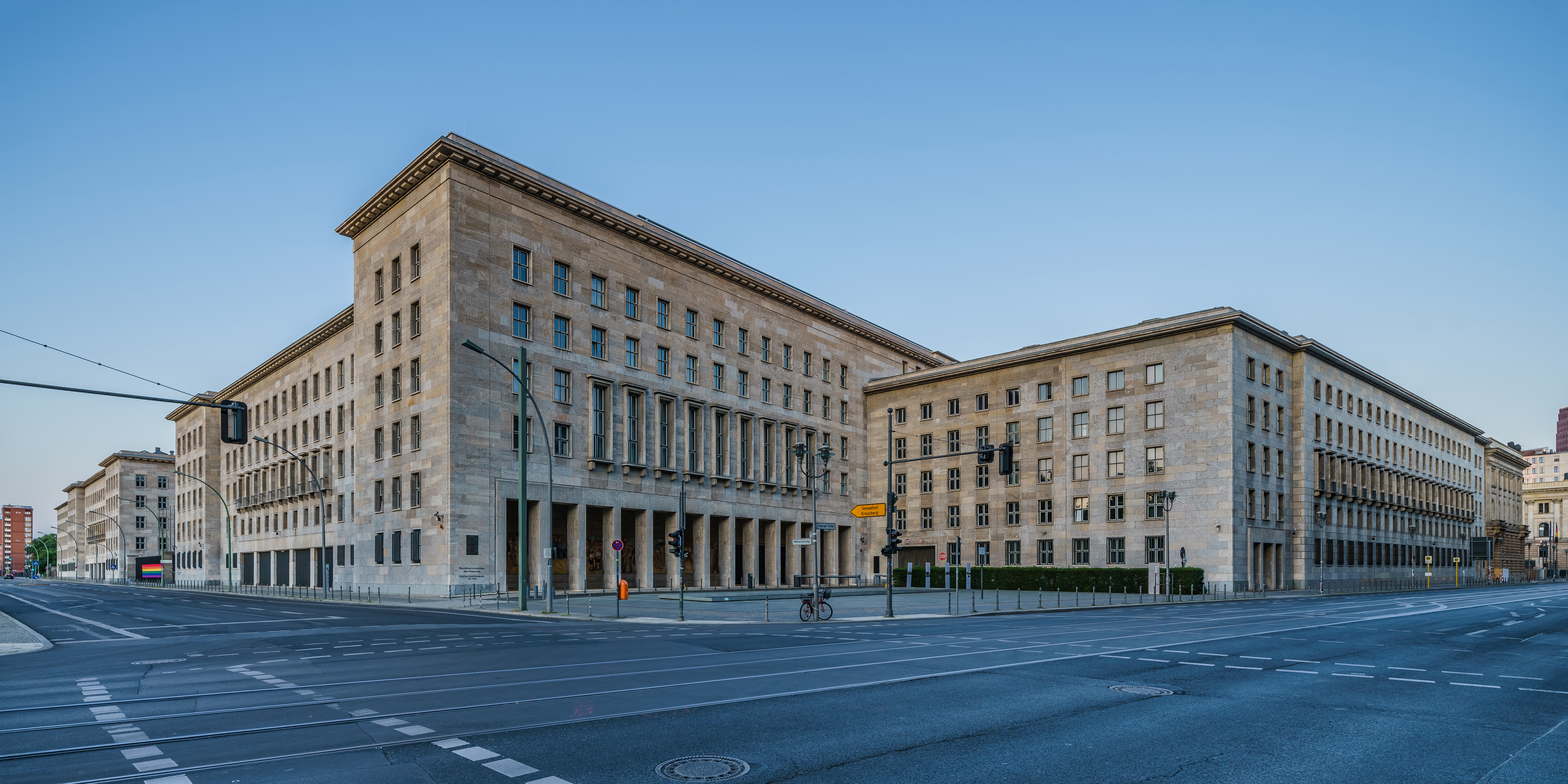
Le ministère de l'Air du Reich (Reichsluftfahrtministerium).

- Columbushaus (Berlin), projet conduit par Erich Mendelsohn
- Reichsluftfahrtministerium (Berlin, 1934-1935)
- Aéroport de Berlin-Tempelhof (Berlin, 1935-1941)
- Aéroport de Stuttgart
- Aéroport de Munich-Riem (1939)
- Usine aéronautique Bücker, Rangsdorf
- Centres de commande aériens régionaux à Kiel, Königsberg et Münster
- Écoles de la Luftwaffe à Berlin-Gatow, à Dresde et Potsdam-Wildpark (de).
- Siège de la banque Merck Finck & Co. Munich (1957-1958)

## Sources
- (de) Cet article est partiellement ou en totalité issu de l’article de Wikipédia en allemand intitulé « Ernst Sagebiel » (voir la liste des auteurs).